# HMS Minerva (1895)
HMS Minerva – brytyjski krążownik pancernopokładowy typu Eclipse, zbudowany dla Royal Navy pod koniec lat 90. XIX wieku. Od 1897 roku pełnił służbę na Wyspach Brytyjskich i Morzu Śródziemnym. Brał udział w I wojnie światowej, oznaczony numerami taktycznymi P32, P1A i P7A, działając m.in. na Morzu Śródziemnym, Morzu Czerwonym, w Indiach, Afryce i na Dalekim Wschodzie. Do jego osiągnięć bojowych zalicza się zatopienie we wrześniu 1914 roku austro–węgierskiego statku handlowego „Bathori” oraz udział w zniszczeniu w kwietniu 1915 roku osmańskiego torpedowca „Demirhisar”. Brał udział w operacjach desantowych i ostrzale celów lądowych w rejonie Akaby, podczas bitwy o Gallipoli oraz w Niemieckiej Afryce Wschodniej. W 1920 roku okręt zakończył służbę i został sprzedany w celu złomowania.

## Projekt i budowa
HMS „Minerva” był jednym z dziewięciu krążowników pancernopokładowych typu Eclipse, zbudowanych w latach 1893–1898, które były następcami krążowników typu Astraea. Miały większe rozmiary i wyporność (o ponad 1200 ts), wyższą wolną burtę, pojemniejsze zasobnie węglowe (a przez to większy zasięg), silniejsze uzbrojenie główne (o trzy działa kal. 152 mm więcej) i opancerzenie przy zachowaniu podobnej do poprzedników prędkości.
Stępkę krążownika położono w Chatham Dockyard w Chatham 4 grudnia 1893 roku, a wodowanie odbyło się niemal dwa lata później – 23 września 1895 roku. Nazwę HMS „Minerva” otrzymał jako szósty z kolei okręt w brytyjskiej marynarce wojennej, nawiązywała ona do rzymskiej bogini Minerwy. Koszt budowy okrętu wyniósł 244 046 £.

## Dane taktyczno–techniczne

### Charakterystyka ogólna
„Minerva” miała wyporność 5690 ton (5600 długich ton) przy długości całkowitej 113,7 metra (106,7 metra między pionami), szerokości 16,3 metra i zanurzeniu 6,25 metra. Posiadała podwyższony pokład dziobowy, za którym znajdował się pomost bojowy; na śródokręciu nie miała ciągłej nadbudówki, jedynie w części rufowej znajdował się niewielki pomost nawigacyjny. Dziobnica miała formę taranową, lekko wysuniętą do przodu. Sylwetkę wyróżniały dwa wąskie, szeroko rozstawione i lekko pochylone do tyłu kominy oraz dwa także pochylone maszty palowe. Zasobnie węglowe umieszczono przy burtach, co stanowiło prowizoryczną osłonę przeciwtorpedową. Załoga okrętu składała się z 437 oficerów i marynarzy.

### Urządzenia napędowe
Okręt był napędzany dwoma trzycylindrowymi pionowymi maszynami parowymi potrójnego rozprężania, z których każda poruszała jedną śrubę napędową. Parę dostarczało osiem opalanych węglem cylindrycznych kotłów. Maszyny osiągały moc łączną 8000 KM, co pozwalało na osiągnięcie prędkości maksymalnej 18,5 węzła (na próbach przy przeciążeniu maszyn osiągnięto 19,6 węzła przy 8221 KM i 20,34 węzła przy 9891 KM, co czyniło z „Minervy” najszybszy okręt typu Eclipse). Normalny zapas węgla wynosił 550 ton, a maksymalnie okręt mógł zabrać 1075 ton. Zasięg maksymalny wynosił 7000 Mm przy prędkości 10 węzłów .

### Uzbrojenie
Okręt uzbrojony był początkowo w pięć pojedynczych, osłoniętych pancernymi maskami dział kalibru 152 mm (6 cali) QF L/40 (jedno na podwyższonym pokładzie dziobowym, dwa obok siebie na pokładzie rufowym i dwa na stanowiskach burtowych na śródokręciu), sześć pojedynczych, również osłoniętych pancernymi maskami dział kal. 120 mm (4,7 cala) QF L/40 na stanowiskach burtowych na śródokręciu, osiem dział dwunastofuntowych (kal. 76 mm) QF L/40, jedno działo trzyfuntowe (kal. 47 mm) QF L/40, trzy wyrzutnie torped (dwie burtowe podwodne i jedna rufowa powyżej linii wodnej) kal. 450 mm (18 cali) oraz cztery karabiny maszynowe systemu Maxim kal. 7,7 mm. Na pokładzie okrętu znajdował się też uzbrojony w jedno działo dwunastofuntowe kuter parowy.

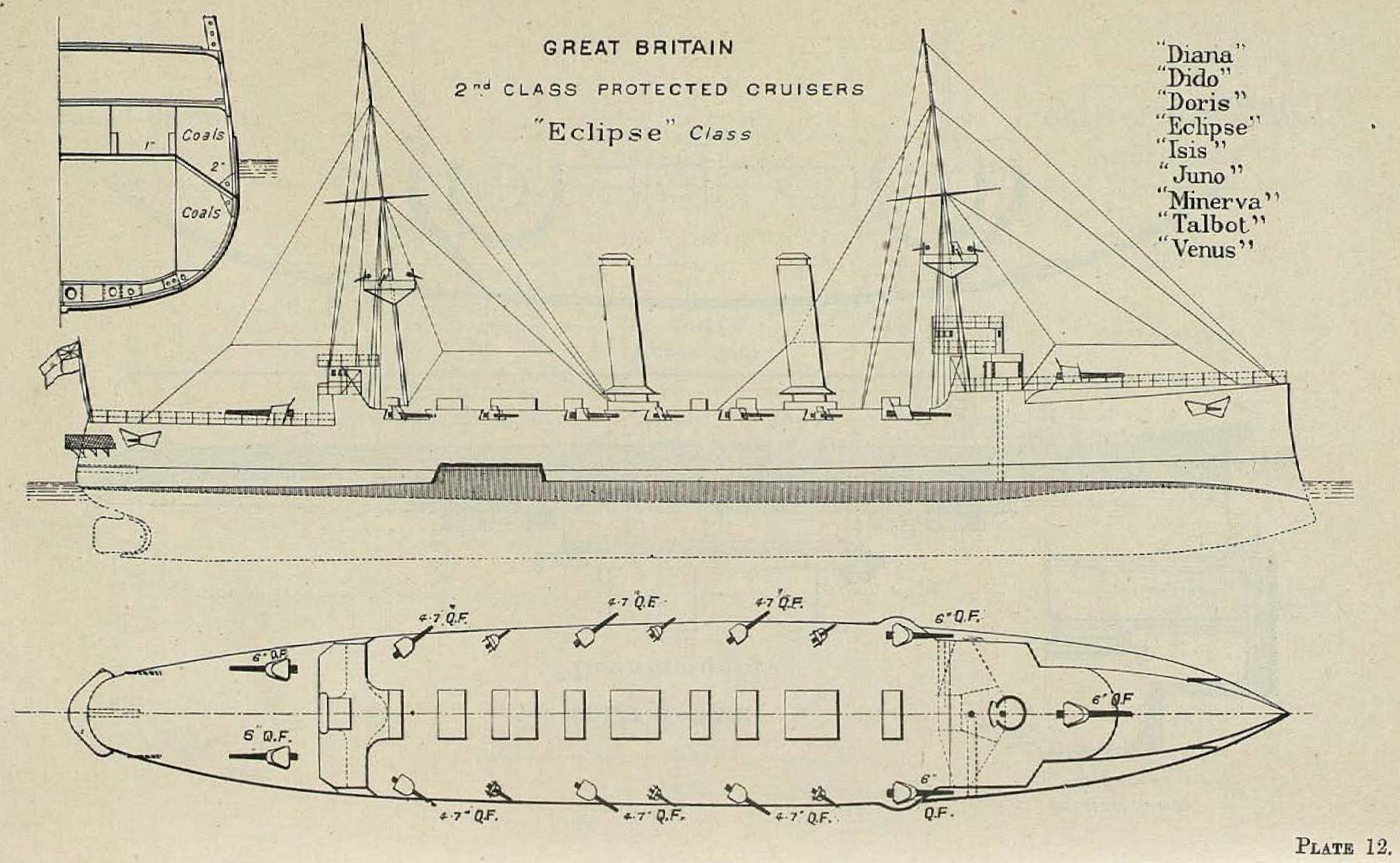
Schemat okrętów typu Eclipse z zaznaczonym opancerzeniem i uzbrojeniem

Na początku XX wieku dokonano wymiany głównego uzbrojenia okrętu, zdejmując wszystkie armaty kal. 152 i 120 mm starego typu. Po tej modernizacji uzbrojenie okrętu przedstawiało się następująco: jedenaście dział kal. 152 mm BL Mk VII L/45, dziewięć dział dwunastofuntowych (kal. 76 mm) QF L/40, sześć dział trzyfuntowych (kal. 47 mm) QF L/40, trzy wyrzutnie torped kal. 450 mm oraz pięć karabinów maszynowych kal. 7,7 mm.
Na początku I wojny światowej krążownik był uzbrojony w jedenaście dział kal. 152 mm, osiem dział kal. 76 mm, jedno działo kal. 47 mm, trzy wyrzutnie torped kal. 450 mm oraz pięć karabinów maszynowych kal. 7,7 mm. W trakcie działań wojennych uzbrojenie ograniczono do dziewięciu dział kal. 152 mm, czterech dział kal. 76 mm i jednego działa kal. 47 mm, pozostawiając uzbrojenie torpedowe i lekką broń strzelecką bez zmian.

### Opancerzenie
Opancerzenie zostało wykonane ze stali Harveya . Wewnętrzny pokład pancerny miał grubość od 38 do 76 mm (1,5–3 cale), wieża dowodzenia miała ściany grubości do 152 mm, a maszynownię chroniły płyty o grubości 152 mm. Działa artylerii głównej były chronione maskami o grubości 76 mm.

## Przebieg służby

### Okres przed I wojną światową

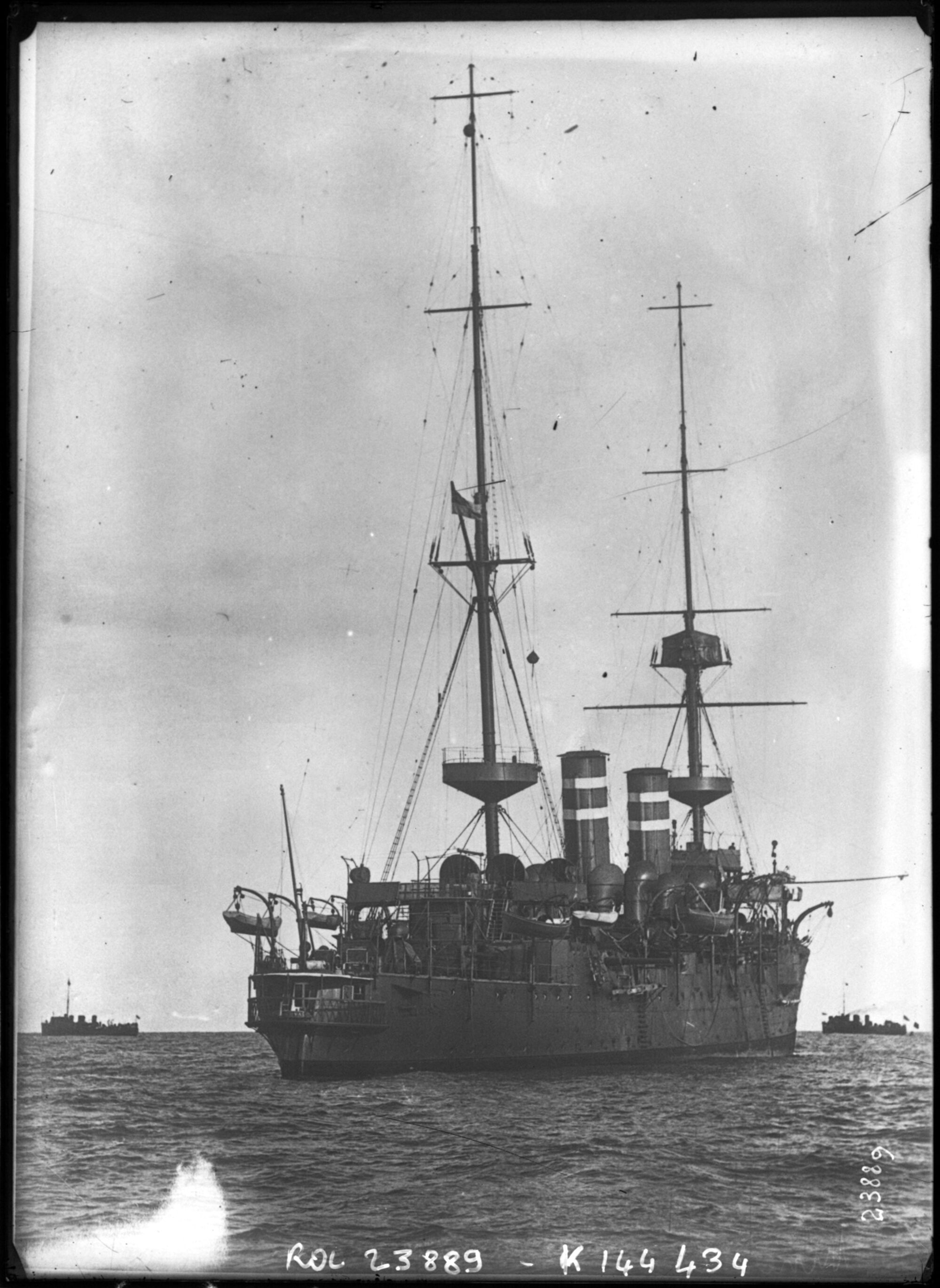
HMS „Minerva” podczas poszukiwań zatopionego okrętu podwodnego HMS B2

Do służby w Royal Navy okręt wszedł 4 lutego 1897 roku, klasyfikowany wówczas jako krążownik II klasy. W 1902 roku jednostka wzięła udział w testach, mających na celu porównanie kotłów cylindrycznych (w jakie był wyposażony HMS „Minerva”) i nowych kotłów wodnorurkowych, które zamontowano na krążowniku HMS „Hyacinth”. Testy porównawcze prowadzone na wodach kanału La Manche i trasie do Gibraltaru wykazały, że kotły wodnorurkowe są lżejsze i wydajniejsze w każdym zakresie mocy (kotły testowano przy 2000, 5000 i 8000 KM). Ich poważną wadą okazała się natomiast niska wytrzymałość i wysokie zużycie wody kotłowej: podczas rejsu z Plymouth do Gibraltaru i zachowaniu ciągłej mocy 7000 KM kotły nowego typu pękały i przeciekały już po czterech dobach, co powodowało szybsze zużycie wody przez maszyny i powodowało nie tylko ograniczenie mocy, ale i zasięgu. W wyniku testów wstrzymano wyposażanie nowych okrętów w kotły wodnorurkowe do czasu ich dopracowania.
W kolejnych latach okręt służył w basenie Morza Śródziemnego, uczestnicząc m.in. w niesieniu pomocy humanitarnej ofiarom trzęsienia ziemi w Mesynie w 1908 roku. Krążownik powrócił na Wyspy Brytyjskie w 1912 roku i wszedł w skład 3. Floty, stacjonując w Devonport. W październiku 1912 roku „Minerva” wzięła udział w akcji ratunkowej okrętu podwodnego HMS B2, który zatonął po zderzeniu z niemieckim statkiem pasażerskim SS „Amerika”. W latach 1913–1914 okręt służył w 6. Flotylli Niszczycieli, stacjonując w Portsmouth. W czerwcu i lipcu 1914 roku, z uwagi na wzrost zagrożenia wojennego, przeprowadzono niewielki remont, skompletowano załogę, uzupełniono amunicję i odmalowano okręt, który następnie wziął udział w ćwiczeniach razem z 7. Eskadrą Krążowników na wodach nieopodal Portsmouth .

### I wojna światowa

#### Rok 1914
W momencie wybuchu I wojny światowej „Minerva” (wraz z bliźniaczymi HMSS „Doris”, „Isis”, „Juno” i „Venus”) wchodziła w skład 11. Eskadry Krążowników, której zadaniem była ochrona żeglugi na zachód od Irlandii . Dowódcą okrętu, oznaczonego numerem taktycznym P32, był w tym okresie komandor Percival Henry Warleigh . Bazujący w Queenstown krążownik rozpoczął służbę patrolową w trzecim dniu wojny (6 sierpnia 1914 roku), kontrolując ładunki statków handlowych zmierzających do ogarniętej zawieruchą wojenną Europy . Po dwunastu dniach w morzu okręt powrócił do bazy, w której uzupełnił zapasy węgla (załadowano 640 ton) oraz prowiant. Okręt został przeniesiony do 5. Eskadry Krążowników i natychmiast wysłany na kolejny patrol (20 sierpnia) . Tym razem celem „Minervy” była Zatoka Biskajska – okolice portu Bilbao. Po dotarciu na redę Bilbao krążownik rozpoczął kontrolę ruchu towarowego statków poruszających się wzdłuż północnego wybrzeża Hiszpanii, docierając 29 sierpnia do Ría de Vigo. W godzinach popołudniowych 1 września 1914 roku nieopodal Przylądka Finisterre okręt zatrzymał, a po zdjęciu załogi zatopił ogniem artylerii austro–węgierski statek handlowy „Bathori” . 3 września krążownik zakończył udany patrol w Plymouth, gdzie wyokrętował jeńców z „Bathori” oraz uzupełnił zapasy paliwa. Podczas postoju przeprowadzono też czyszczenie kotłów oraz gruntowne sprzątanie, a po pobraniu prowiantu okręt wyszedł 11 września z misją eskortowania konwoju kilkunastu statków handlowych na Maltę, osiągając po drodze Gibraltar w dniu 17 września . Konwój dotarł do Valletty 23 września 1914 roku, a już następnego dnia „Minerva” wypłynęła w eskorcie konwoju zmierzającego do Marsylii, dokąd dotarła 26 września . Wróciwszy na Maltę, 29 września okręt został skierowany w rejs przez Morze Śródziemne do Port Saidu w Egipcie, gdzie dopłynął 3 października 1914 roku. Po uzupełnieniu zapasów węgla i prowiantu krążownik przebył Kanał Sueski, następnie pokonał Morze Czerwone i 12 października przybył do Adenu .
16 października okręt rozpoczął służbę patrolową, kontrolując ruch towarowy w Zatoce Adeńskiej i przeprowadzając ćwiczenia artyleryjskie. 20 października u wybrzeży Omanu „Minerva” dołączyła do eskorty dużego konwoju (39 jednostek handlowych), który zmierzał w kierunku Suezu, gdzie dopłynął 30 października . Następnego dnia okręt pobrał węgiel i wyruszył w rejs wokół Półwyspu Synaj, docierając 1 listopada na redę tureckiej Akaby. W ciągu kilku dni okręt ostrzeliwał ogniem swoich armat fort i koszary, a część załogi uzbrojona w karabiny maszynowe wzięła udział w desancie, który zniszczył większość sklepów w mieście . 7 listopada krążownik wyruszył w drogę powrotną, osiągając po dwóch dniach Port Said. 17 listopada okręt przepłynął przez Kanał Sueski i udał się na patrol po Morzu Czerwonym, powracając do Suezu 26 listopada . Po uzupełnieniu paliwa (załadowano 690 ton węgla) okręt ponownie udał się pod Akabę, ubezpieczając 29 listopada lądowanie zwiadu w porcie, a już 1 grudnia zakotwiczył w Suezie. Wobec zagrożenia Kanału Sueskiego atakiem tureckim część załogi okrętu patrolowała strefę Kanału zarówno na morzu, obsadzając kuter, jak i na lądzie . 7 grudnia zaokrętowano francuski wodnosamolot wraz z pilotem i dwoma mechanikami, a następnego dnia krążownik po raz kolejny udał się pod Akabę . Był to Nieuport XH, jeden z pięciu, które z końcem listopada dostarczył francuski transportowiec wodnosamolotów „Foudre” i które, wraz z załogami i personelem naziemnym, zostały przekazane do wykorzystania przez brytyjskie siły w Suezie, dowodzone przez gen. John G. Maxwella. 9 grudnia wodnosamolot, pilotowany przez por. Destrema z kapitanem Stirlingiem w roli obserwatora, wystartował, by dokonać rozpoznania Ma’anu (ok. 100 km na północny wschód od Zatoki Akaba), ważnego węzła kolejowego na linii hidżaskiej i potencjalnego punktu koncentracji wojsk, mogących zagrażać Suezowi. Okazało się jednak, że pułap, osiągany przez samolot był niewystarczający. Maszyna, która nie mogła się wznieść powyżej 1500 m, nie zbliżyła się więcej niż 30 km do Ma’anu – dalszą drogę zagrodziły zbyt wysokie pasma górskie; powtórna próba, 11 grudnia, okazała się równie nieudana. Dowódca eskadry wodnosamolotów, por. de l’Escaille, zasugerował powrót do bazy i zaokrętowanie innego samolotu, o lepszych osiągach. Okręt obrał kurs powrotny do Suezu, dokąd dotarł w nocy z 12 na 13 grudnia .
Po jednodniowym postoju w bazie okręt powrócił pod Akabę, wysadzając na ląd mały oddział rozpoznawczy . 16 grudnia, mar. Levasseur z kpt. Rossem jako obserwatorem, wykonali trwający 2h 45 min lot zwiadowczy, osiągając pułap 2200 m, co jednak nie wystarczyło, by przekroczyć góry stanowiące krawędź Płaskowyżu Arabskiego. Kolejny lot wykonano 17 grudnia . Jedynym ich efektem było stwierdzenie, że potencjalna budowa przez przeciwnika linii kolejowej z Ma’anu do Akaby napotka wielkie trudności terenowe. Ponieważ siły przeciwnika nadal znajdowały się poza zasięgiem rozpoznania, nie chcąc narażać cennych maszyn, gen Maxwell nakazał powrót i „Minerva” zakotwiczyła w Suezzie 18 grudnia 1914 roku. Po uzupełnieniu prowiantu i paliwa 22 grudnia „Minerva” obrała swój „stały” kurs na Akabę. W wigilię Bożego Narodzenia wodnosamolot odbył dwa loty rozpoznawcze, a krążownik znalazł się pod ostrzałem z lądu; do bazy powrócił 26 grudnia. Ostatnie dni 1914 roku okręt znowu spędził pod Akabą, prowadząc rozpoznanie za pomocą pokładowych kutrów parowych i wodnosamolotu (w którym 29 grudnia awarii uległ silnik) . 31 grudnia doszło do utraty wodnosamolotu – pilotowany przez mata (quartier-maître) H. Gralla samolot uległ awarii. W opinii dowódcy eskadry był to pierwszy przypadek lądowania wodnosamolotu na lądzie nie zakończony śmiercią pilota – niemniej Grall został poważnie poturbowany, gdy wyleciał z maszyny na ponad 10 m naprzód. Obserwator, kpt. Stirling był w lepszym stanie i podjął trzydziestokilometrową wędrówkę do brzegu. By nie zwracać na siebie uwagi, Grall i Stirling nie podpalili uszkodzonego samolotu. Stirling dotarł do „Minervy” pod wieczór . Krążownik wcześniej wysadził rozpoznawczy desant, który dostał się pod turecki ogień (zginął żołnierz piechoty morskiej), a „Minerva” osłoniła swą artylerią oddział, który powrócił na okręt. Następnego dnia desant w liczbie 150 żołnierzy podjął próbę odnalezienia rannego pilota, jednak bez rezultatu . Gall dotarł na wybrzeże ok. 17, ale nie udało mu się skomunikować z okrętem, który odpłynął tuż potem. „Minerva” wróciła do zatoki w nocy i trochę po północy 2 stycznia pilot został odnaleziony  (a później odznaczony Médaille Militaire). Okręt zawinął do Suezu w dniu 3 stycznia 1915 roku .

#### Rok 1915

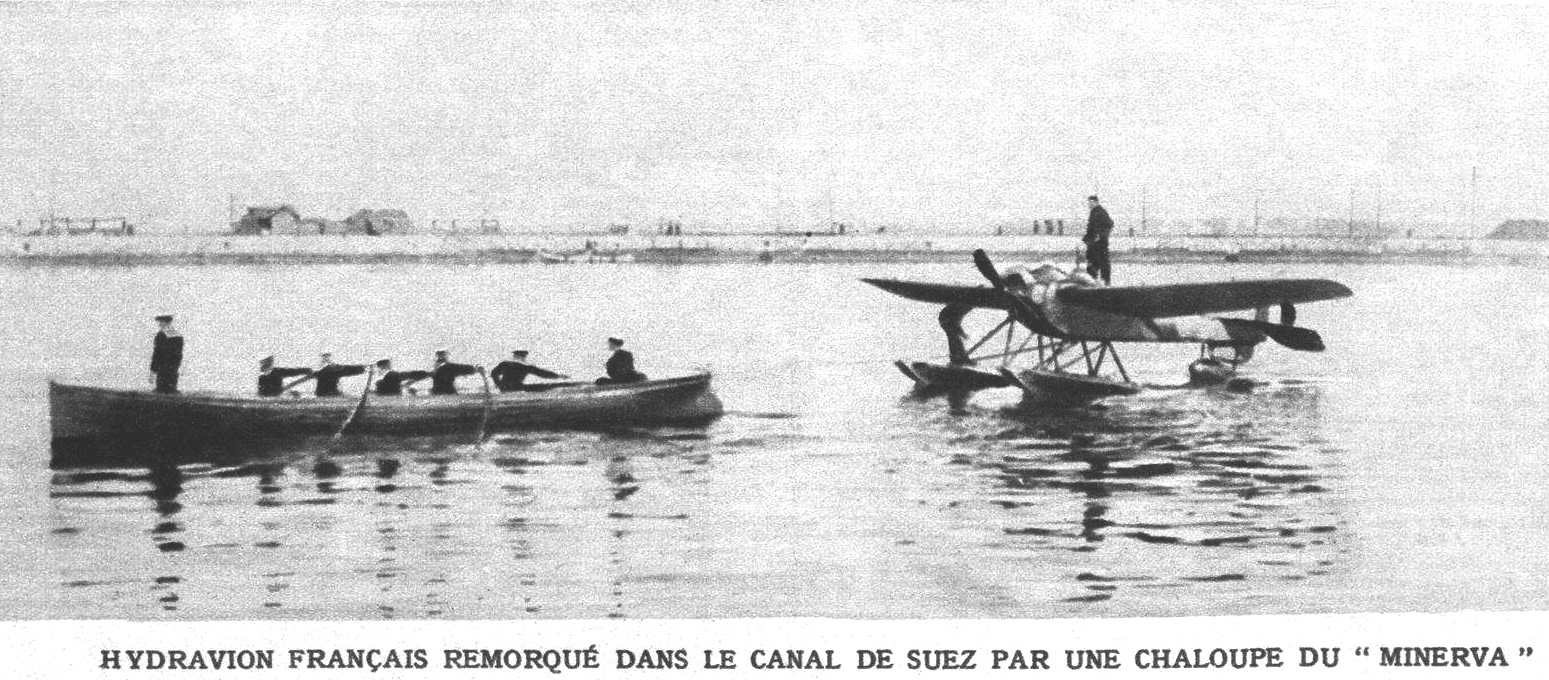
Wodnosamolot Nieuport holowany przez szalupę z „Minervy” na Kanale Sueskim

W kolejny rejs patrolowy do Zatoki Akaba krążownik wypłynął 9 stycznia. 21 stycznia okręt wspierał desant piechoty morskiej pod Tor na Półwyspie Synaj, a 27 stycznia powrócił do Suezu . Po uzupełnieniu zapasów węgla okręt następnego dnia zakotwiczył w południowej części Kanału Sueskiego (podobnie jak wiele innych okrętów, wobec spodziewanego ataku osmańskiej 4. Armii pod dowództwem Dżemala Paszy na Kanał). 3 lutego 1915 roku okręt wziął udział w odparciu tureckiego natarcia, ostrzeliwując z dział kal. 76 mm oddziały osmańskiej kawalerii . Po skutecznym odparciu tureckiego ataku „Minerva” 5 lutego zawinęła do Suezu, gdzie uzupełniła prowiant i paliwo, a w kolejnych dniach okręt patrolował południowy odcinek Kanału. 10 lutego na pokład krążownika weszło 400 żołnierzy z 2. batalionu 7. Pułku Piechoty Gurkhów, których w nocy z 11 na 12 lutego desantowano w Tor, „w zamian” okrętując 104 tureckich jeńców – ofiar udanej operacji Gurkhów nieopodal Tor, których 13 lutego odtransportowano do Suezu . 19 lutego okręt znów zabrał 127 żołnierzy z Pendżabu, których desantował w Abu Zanima; żołnierze po przeprowadzeniu rozpoznania powrócili na „Minervę”, która obrała powrotny kurs na Port Said, dokąd dotarła 23 lutego. Następnie krążownik został włączony w skład sił uczestniczących w operacji opanowania Dardaneli.
Okręt wyszedł z Port Saidu 24 lutego, docierając następnego dnia do Famagusty na Cyprze, a 28 lutego dopłynął do wyspy Tenedos, położonej niedaleko cieśniny Dardanele . Tam okręt uzupełnił zapasy węgla i prowiantu, a 3 marca wypłynął w rejs do Port Saidu. Podczas postoju w porcie oczyszczono podwodną część kadłuba, przeprowadzając też gruntowne sprzątanie i malowanie; w tym czasie załoga uczestniczyła w patrolach lądowych strefy Kanału Sueskiego . 8 marca „Minerva” wypłynęła w rejs powrotny na Tenedos, zawijając po drodze na grecką wyspę Lemnos w celu uzupełnienia zapasu paliwa. 13 marca 1915 roku okręt wyszedł na patrol do Zatoki Saros, a 17 marca udał się na Maltę z dowódcą floty brytyjskiej na Morzu Śródziemnym wiceadmirałem Sackvillem H. Cardenem na pokładzie . 19 marca krążownik przybył do Valletty, gdzie wiceadm. Carden opuścił okręt. Po uzupełnieniu zapasów węgla i krótkiej wizycie w doku (czyszczenie podwodnej części kadłuba) „Minerva” wypłynęła 21 marca w drogę powrotną na Morze Egejskie, docierając 24 marca na Lemnos, dzień później do Pireusu. 28 marca krążownik powrócił na Lemnos, gdzie na pokład przybył nowy dowódca sił brytyjskich w Dardanelach, wiceadmirał John de Robeck; pod flagą admiralską okręt odbył podróż na Tenedos i z powrotem . 1 kwietnia okręt wyszedł na patrol pod tureckie miasto Edremit, a następnego dnia udał się w głąb Zatoki Saros, skąd powrócił na Lemnos 5 kwietnia 1915 roku. 9 kwietnia zaokrętowano wodnosamolot wraz z pilotem z transportowca wodnosamolotów HMS „Ark Royal” i następnego dnia krążownik wyszedł na patrol do Zatoki Smyrneńskiej . W wysłanym na rozpoznanie wodnosamolocie uszkodzeniu uległo śmigło i po kilku minutach lotu musiał on wodować przy „Minervie”. 12 kwietnia wodnosamolot wykonał niezakłócony lot rozpoznawczy nad Smyrną, a 15 kwietnia rozpoznanie zostało przerwane z powodu awarii silnika samolotu .
Rankiem 16 kwietnia 1915 roku „Minerva” wysłała na rozpoznanie wodnosamolot i rozpoczęła pobieranie paliwa z węglowca; operacja ta została przerwana po przechwyceniu sygnału SOS o storpedowaniu przez nieprzyjacielski okręt płynącego z Aleksandrii transportowca „Manitou”. Krążownik wraz z towarzyszącymi mu niszczycielami HMS „Jed”, „Kennet” i „Wear” rozwijając maksymalną prędkość przechwycił osmański torpedowiec „Demirhisar”, który uciekając przed okrętami brytyjskimi wpadł na skały nieopodal wyspy Chios i uległ zniszczeniu .
Następnego dnia na okręt dostarczono z niszczyciela „Colne” części zamienne dla wodnosamolotu, który odbył w tym dniu dwa loty rozpoznawcze; 18 kwietnia „Minerva” spędziła w cieśninie Chios, dwukrotnie wysyłając wodnosamolot na zwiad. W następnych dniach okręt przebywał w Zatoce Smyrneńskiej, codziennie prowadząc rozpoznanie lotnicze; 21 kwietnia powrócił na Lemnos, gdzie uzupełnił zapasy węgla (pobrał 480 ton) i pozostawił wodnosamolot, który powrócił na „Ark Royal” . Następnie okręt udał się na Tenedos, skąd 24 kwietnia w towarzystwie bliźniaczego krążownika HMS „Talbot” udał się pod cypel Gaba Tepe na wybrzeżu Morza Egejskiego. Tam usiłował ogniem swoich dział zniszczyć tureckie baterie artylerii nadbrzeżnej oraz pozycje piechoty i kawalerii przeciwnika, wspierając desant ANZAC na plaży „Y” podczas bitwy o Gallipoli (od 25 kwietnia 1915 roku) . „Minerva” aktywnie uczestniczyła w bitwie aż do 20 maja; prócz ostrzeliwania pozycji przeciwnika na lądzie okręt osłaniał też m.in. nowy pancernik HMS „Queen Elizabeth” przed atakami lotniczymi, uzupełniając paliwo, prowiant i amunicję w morzu ze statków zaopatrzeniowych. 21 maja u brzegów wyspy Imbros ponownie zaokrętowano wodnosamolot z „Ark Royal” i krążownik udał się do Zatoki Smyrneńskiej . Następnego dnia w morzu spotkano HMS „Doris”, z którego pozyskano drugi wodnosamolot wraz z pilotem, obserwatorem i mechanikami. Stacjonując w okolicach portu Gera na południu wyspy Lesbos okręt prowadził w dniach 23–24 maja rozpoznanie lotnicze Smyrny .
25 maja krążownik udał się pod Imbros, przekazując na „Ark Royal” jeden wodnosamolot, a następnie zawinął na Lemnos w celu uzupełnienia zapasów węgla. 31 maja okręt wyszedł na patrol po Morzu Egejskim, kontrolując ruch towarowy statków (głównie bandery greckiej), docierając do Zatoki Sarońskiej; 3 czerwca krążownik powrócił na Lemnos . W czerwcu i lipcu 1915 roku uczestniczył w kolejnych, krótkich patrolach po Morzu Egejskim, w okolice wysp Eubea, Skiatos i Skiros, gdzie wielokrotnie zatrzymywał i kontrolował statki greckie, część z nich obsadzając załogą pryzową i odsyłając do najbliższego portu kontrolowanego przez Ententę. 27 lipca nastąpiła zmiana na stanowisku dowódcy: komandor Percival Henry Warleigh został zastąpiony przez Francisa H.M. Jacksona .
4 sierpnia okręt wypłynął w rejs na Tenedos, gdzie dwa dni później na pokład weszło 350 żołnierzy; w nocy z 6 na 7 sierpnia zostali oni łodziami okrętowymi dostarczeni na Półwysep Gallipoli (lądowanie w Zatoce Suvla). Następnego dnia krążownik wspierał ogniem artylerii głównego kalibru walczące na brzegu oddziały, przyjmując na pokład ewakuowanych rannych żołnierzy, których następnie przewieziono na Tenedos i Lemnos .

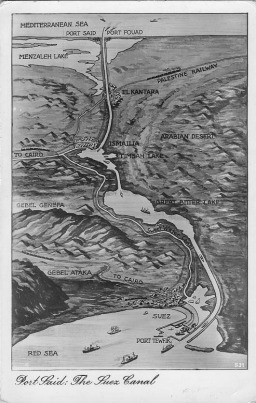
Rycina z epoki z widokiem Kanału Sueskiego – w centralnej części Wielkie Jezioro Gorzkie, na północy Port Said na brzegu Morza Śródziemnego

8 sierpnia okręt udał się w rejs do Egiptu – zakotwiczył w Port Saidzie dwa dni później. Podczas kilkudniowego postoju w porcie przeprowadzono gruntowne sprzątanie i malowanie, a także uzupełniono zapasy węgla i prowiantu (załadowano 503 tony węgla, 220 funtów mięsa, 600 funtów warzyw i 380 funtów chleba) . 15 sierpnia okręt wyszedł na patrol do Zatoki Sallumskiej, zawijając 24 sierpnia do Aleksandrii, gdzie uzupełniono paliwo. 28 sierpnia „Minerva” wpłynęła do Kanału Sueskiego i zakotwiczyła na Wielkim Jeziorze Gorzkim; część załogi krążownika obsadziła uzbrojoną barkę i kuter parowy, na których patrolowano codziennie przydzielony odcinek Kanału . We wrześniu uległ zmianie numer taktyczny jednostki – z P32 na P1A  . Dopiero 25 października 1915 roku okręt przepłynął do Port Saidu, gdzie po uzupełnieniu zapasu węgla stacjonował do 6 listopada, kiedy to powrócił na Wielkie Jezioro Gorzkie. Kolejne dni upływały na żmudnym patrolowaniu wyznaczonego odcinka Kanału przez kuter parowy i uzbrojoną barkę (z wyjątkiem okresu od 15 do 25 listopada, kiedy to krążownik ponownie przebywał w Port Saidzie) . Święta Bożego Narodzenia okręt spędził w porcie Ismailia, a 26 grudnia powrócił na „swoje” kotwicowisko na Wielkim Jeziorze Gorzkim. Ostatniego dnia roku 1915 krążownik dotarł do Port Saidu, gdzie pobrał 690 ton węgla .

#### Rok 1916
Pierwsze dni 1916 roku „Minerva” spędziła w Port Saidzie, wysyłając rotacyjnie swoich marynarzy na patrole lądowe w strefie Kanału Sueskiego. 8 stycznia powróciła na Wielkie Jezioro Gorzkie, prowadząc morską i lądową służbę patrolową przy pomocy kutra parowego i łodzi okrętowych. Pewnym urozmaiceniem codzienności były przeprowadzone 12 stycznia ćwiczenia artyleryjskie . 2 lutego okręt przeniósł się do Suezu, po uzupełnieniu paliwa dalej uczestnicząc w patrolowaniu południowego odcinka Kanału, prowadząc też szkolenie załogi. Dopiero 22 marca krążownik opuścił Suez, udając się w rejs do Adenu, który osiągnął w dniu 28 marca .
Nowym przydziałem krążownika stały się Indie. Po uzupełnieniu zapasów węgla i prowiantu „Minerva” wypłynęła w rejs przez Ocean Indyjski w kierunku w Kolombo na Cejlonie, zawijając po drodze do Victorii na Seszelach (7 kwietnia), Diego Garcia, Male na Malediwach (21 kwietnia), do portu docelowego docierając 28 kwietnia . Już następnego dnia okręt trafił na krótki remont stoczniowy do suchego doku, który opuścił 1 maja. W kolejnych dniach maja dokonano remontu uzbrojenia artyleryjskiego i torpedowego; długi postój w porcie zakończył się dopiero 13 lipca 1916 roku, kiedy to krążownik udał się w rejs do Singapuru, który osiągnął 19 lipca . 31 lipca okręt ponownie trafił do doku na remont układu napędowego, który trwał do 24 września, kiedy to pomyślnie przeszedł próby stoczniowe. W czasie remontu nastąpiła zmiana na stanowisku dowódcy: komandor Francis H.M. Jackson został zastąpiony przez komandora Cecila D.S. Raikesa, który wszedł na pokład 2 sierpnia 1916 roku .
26 września, po uzupełnieniu zapasu węgla, „Minerva” udała się w rejs powrotny do Kolombo, dokąd dopłynęła 2 października. Po pobraniu 610 ton węgla okręt wyruszył w dalszą podróż do Adenu, osiągając cel w dniu 11 października. Uzupełniwszy paliwo, wieczorem 17 października okręt opuścił adeński port, udając się w rejs na południe do Berbery w Somali Brytyjskim, Dżibuti i Saylac (gdzie na pokład przyjął kilku więźniów z ruchu oporu przeciw rządom brytyjskim) . 27 października okręt dopłynął do Al-Mukalla, gdzie był wizytowany przez miejscowego sułtana; 31 października krążownik powrócił do Adenu. Następnego dnia „Minerva” uzupełniła zapas węgla (440 ton) oraz prowiantu (330 funtów chleba, 220 funtów mięsa i 600 funtów warzyw) . 8 listopada okręt udał się w rejs na Morze Czerwone, docierając po czterech dniach do Jeddah. 13 listopada krążownik zacumował w Rabigh, gdzie przez miesiąc załoga uczestniczyła w budowie molo, magazynów, hangarów i innej infrastruktury wojskowej dla potrzeb przyszłego garnizonu. 15 grudnia okręt udał się do Port Sudan, gdzie dostarczył pięciu wymagających hospitalizacji pasażerów i pobrał 650 ton węgla; 22 grudnia powrócił do Rabigh, gdzie przebywał do końca 1916 roku .

#### Rok 1917
9 stycznia 1917 roku krążownik wyruszył w rejs do Adenu, gdzie w nocy z 12 na 13 stycznia pobrał 655 ton węgla, a następnie wyruszył w morze w celu odnalezienia niemieckiego krążownika pomocniczego SMS „Wolf”, grasującego po Oceanie Indyjskim. „Minerva” została skierowana w rejon na północ od Sokotry; po tygodniowym patrolu powróciła 20 stycznia do Adenu .
Po uzupełnieniu paliwa i tygodniowym postoju okręt został wysłany do Zanzibaru w Brytyjskiej Afryce Wschodniej, odbywając podczas rejsu ćwiczenia artyleryjskie i torpedowe (cel podróży osiągnięto 5 lutego). Pobrawszy 465 ton węgla, 9 lutego okręt wyszedł na patrol w kierunku Komorów, dopływając 12 lutego do brzegu Majotty. W drodze powrotnej (prowadząc codziennie ćwiczenia i zygzakując) krążownik opłynął atol Aldabra i 19 lutego zacumował w porcie na wyspie Nyororo (nieopodal Mafii), gdzie na pokład dostarczono 535 ton paliwa . Następnego dnia okręt udał się na południe wzdłuż wybrzeży Afryki, docierając 22 lutego do Mikindani (nieopodal Mtwary), gdzie okręt wszedł na mieliznę. W dalszej drodze „Minerva” odwiedziła Lindi i Kilwa Kisiwani, gdzie dopłynęła 28 lutego .
3 marca krążownik zawitał do Dar es Salaam; następnego dnia zmarł na grypę jeden członek załogi (16-letni chłopiec okrętowy), którego pochowano na miejscowym cmentarzu. Uzupełniwszy zapasy węgla okręt udał się na północ, docierając 10 marca do Tangi, 14 marca do Kilwa Kisiwani, a 18 marca do Kilindini, skąd krążownik wyruszył jako eskorta niewielkiego konwoju do Zanzibaru . 24 marca „Minerva” ponownie wyszła w morze na patrolowanie najbliższej okolicy, połączone z ćwiczeniami artyleryjskimi, powracając do bazy w dniu 1 kwietnia. 4 kwietnia okręt dołączył jako eskorta do konwoju zmierzającego z Dar es Salaam do Adenu; przeprowadzając zwyczajowe ćwiczenia strzeleckie i manewrowe oraz testując przy okazji długiego rejsu pompy Downtona, przeznaczone dla okrętowych toalet . 11 kwietnia konwój dotarł do portu przeznaczenia, w którym krążownik uzupełnił zapasy węgla, pobierając 570 ton. Następnego dnia „Minerva” udała się w kierunku Seszeli, docierając do Victorii 16 kwietnia. Pobrawszy paliwo, razem z przeddrednotem HMS „Exmouth” eskortowała konwój do Durbanu w Afryce Południowej, gdzie dotarła 29 kwietnia 1917 roku . Po kilkudniowym postoju w porcie, wykorzystanym m.in. na pobranie paliwa w ilości 717 ton, 3 maja okręt wyruszył jako eskorta konwoju do Simon’s Town, dokąd dotarł po trzydniowym rejsie. 11 maja krążownik udał się do Kapsztadu, gdzie dołączył do eskorty płynącego do Durbanu konwoju; podczas rejsu panowała sztormowa pogoda, a stan morza dochodził do 7 stopni w skali Douglasa . 21 maja „Minerva” znów wyszła w morze z misją eskortową: tym razem portem przeznaczenia konwoju było Dar es Salaam, gdzie dotarł on w dniu 30 maja. Następnego dnia okręt pobrał 476 ton węgla i prowiant w pobliskim Zanzibarze, po czym powrócił do Dar es Salaam, gdzie 3 czerwca 1917 roku był wizytowany przez kontradmirała Edwarda Charltona, dowódcę sił brytyjskich w Afryce Południowej .
5 czerwca krążownik wypłynął na patrolowanie pobliskich wód, docierając do Kilwa Kisiwani i Lindi. W dniach 11–15 czerwca okręt ostrzeliwał z dział kal. 152 mm pozycje wojsk nieprzyjaciela w Niemieckiej Afryce Wschodniej (12 czerwca z kontradm. Charltonem na pokładzie), a od 17 czerwca eskortował kablowiec SS „Sherard Osborne” do Mozambiku . W kolejnych dniach „Minerva” patrolowała wody między Kilwa Kisiwani a Lindi, kotwicząc w tym ostatnim 25 czerwca i pobierając 445 ton węgla. 2 lipca okręt wyruszył do Dar es Salaam, gdzie 4 lipca załoga miała okazję obserwować całkowite zaćmienie Księżyca, a 6 lipca zdemontowano dwa działa kal. 152 mm, w które uzbrojono statek SS „Huntcliffe” . 9 lipca krążownik w Zanzibarze uzupełnił zapasy paliwa, a następnie udał się pod Kilwa Kisiwani, Kiswere i Lindi, gdzie w nocy z 18 na 19 lipca ostrzelał pozycje niemieckie z dział kal. 152 i 76 mm, a rankiem dokonał próbnych strzelań torpedowych; powrócił do bazy w Zanzibarze 1 sierpnia 1917 roku .
8 sierpnia „Minerva” opuściła Zanzibar i udała się do Lindi, gdzie stacjonowała przez trzy tygodnie; 30 sierpnia okręt udał się do Msimbati nieopodal Mtwary, skąd przez Lindi i Kilwa Kisiwani powrócił do Zanzibaru (10 września). Po uzupełnieniu zapasu paliwa krążownik 17 września ponownie popłynął do Lindi, gdzie przebywał do 16 października (z krótką przerwą w dniach 2–6 października, kiedy to udał się do Masimbwy) . W kolejnych dniach okręt przebywał w Zanzibarze, skąd 22 października wyszedł z misją uratowania załogi i ładunku brytyjskiego statku SS „Ellerslie”, który 20 października wszedł na mieliznę nieopodal Angoche w Mozambiku. Krążownik dotarł na miejsce katastrofy 26 października i podjął 16 członków załogi statku oraz część przewożonego ładunku; do Zanzibaru powrócił 2 listopada . Następnego dnia okręt przepłynął do Kilwa Kisiwani, gdzie podczas kilkudniowego postoju pobrał z węglowca 748 ton paliwa; 13 listopada udał się na patrol do Lindi i Mikindani, przeprowadzając ćwiczenia artyleryjskie i torpedowe (27 listopada powrócił do Zanzibaru). 1 grudnia krążownik uzupełnił zapasy paliwa (pobrał 540 ton walijskiego węgla) i wyruszył do Durbanu, dokąd dotarł w dniu 9 grudnia. Po kilkudniowym postoju „Minerva” udała się Simon’s Town, gdzie do końca roku przebywała w suchym doku .

#### Rok 1918
Remont stoczniowy zakończył się na początku stycznia 1918 roku, a w jego trakcie krążownik otrzymał nowy numer taktyczny (P7A)  . W dniach 11–16 stycznia okręt odbył próbny rejs wzdłuż wybrzeży Afryki, a 18 stycznia eskortował niewielki konwój płynący do Kapsztadu. Następnego dnia krążownik powrócił do Simon’s Town, a 25 stycznia ponownie trafił do doku . Trwające blisko dwa miesiące prace stoczniowe objęły m.in. modernizację uzbrojenia (demontaż pancernych osłon kilku dział 152 mm) i malowanie. Okręt wyszedł w morze dopiero 25 marca, udając się do Port Elizabeth, a następnie do Durbanu. Po uzupełnieniu zapasów paliwa i prowiantu 3 kwietnia „Minerva” wypłynęła w rejs na Mauritius, kotwicząc w Port Louis 11 kwietnia . Następnie okręt udał się na Madagaskar, zawijając do Tamatawy (17 kwietnia) i Diego Suarez (20 kwietnia). 26 kwietnia krążownik dopłynął do Port Amelia w Mozambiku, kończąc swój długi rejs 29 kwietnia w Zanzibarze . Uzupełniwszy zapasy węgla okręt udał się na północ, docierając 4 maja do Tangi, gdzie przeprowadzono ćwiczenia strzeleckie broni małokalibrowej; 10 maja w Zanzibarze dokonano próbnych strzelań torpedowych, w wyniku których utracono jedną torpedę . 14 maja krążownik przybył do Kilindini, skąd powrócił 23 maja do Zanzibaru, gdzie uzupełnił zapas paliwa. Ostatnie dni maja okręt spędził w Kilindoni na wyspie Mafia, a 1 czerwca udał się do Lindi. Następnie krążownik wypłynął do Mozambiku, z którego przewiózł pocztę do Port Amelia, dokąd dotarł 11 czerwca .
Podczas kilkudniowego postoju w porcie nurkowie oczyścili podwodną część kadłuba; 20 czerwca okręt udał się do Msimbati, a następnie do Lindi, prowadząc próbne strzelania artyleryjskie i torpedowe, powracając do Zanzibaru 30 czerwca. 3 lipca „Minerva” obrała kurs na południe, docierając 8 lipca pod Quelimane, patrolując Kanał Mozambicki; 26 lipca nastąpił powrót do Zanzibaru . 6 sierpnia okręt wyszedł w kolejny rejs do Mozambiku, dokąd dostarczył pocztę oraz uzupełnił paliwo, prowiant i amunicję; do Zanzibaru powrócił 20 sierpnia, w kolejnych dniach uzupełniając zapasy węgla i prowadząc ćwiczenia. 14 września krążownik ponownie udał się z pocztą do Mozambiku, zawijając następnie do Port Amelia, zapełniając węglem swoje zasobnie. Podczas długiego postoju w porcie w październiku 1918 roku sporą część załogi ogarnęła epidemia hiszpanki (szczyt liczby zachorowań nastąpił 11 października, kiedy to zanotowano 151 chorych na pokładzie) . 15 października okręt wyszedł w morze, zawijając do Lindi, Kilwa Kisiwani i Dar es Salaam, kończąc rejs w Zanzibarze 25 października. W dniu 2 listopada „Minerva” udała się w rejs do Afryki Południowej, docierając 12 listopada do Durbanu; tam załoga dowiedziała się o podpisaniu zawieszenia broni z Niemcami .

### Końcowy okres służby
25 listopada 1918 roku krążownik dotarł do Simon’s Town, gdzie po wyładowaniu amunicji wszedł do doku. W czasie remontu nastąpiła zmiana na stanowisku dowódcy: komandor Cecil D.S. Raikes opuścił okręt, a jego następcą został komandor Owen T.H. Phillips. W stoczni zdemontowano część artylerii, wymieniono kotwicę i odmalowano okręt; remont zakończył się 23 grudnia . W 1919 roku okręt powrócił do metropolii, stacjonując w Queenstown, gdzie zakończył służbę w maju 1920 roku. Sprzedano go w celu złomowania firmie Auten 5 października 1920 roku.